# Tanka crvena linija (1998.)
Tanka crvena linija (eng. The Thin Red Line) je američki ratni film iz 1998. koji je napisao i režirao Terrence Malick. Temeljen na istoimenoj knjizi Jamesa Jonesa, film prati izmišljenu verziju bitke za Mount Austen koja je bila dijelom stvarne Guadalcanalske kampanje na pacifičkoj bojišnici tijekom Drugog svjetskog rata. Glavni likovi priče su vojnici satnije C, 1. bojne, 27. pješačke pukovnije, 25. pješačke divizije, koje portretiraju glumci Sean Penn, Jim Caviezel, Nick Nolte, Elias Koetas i Ben Chaplin. Naslov filma referenca je na stih iz pjesme "Tommy" autora Rudyarda Kiplinga.
Film Tanka crvena linija označio je Malickov povratak filmskom stvaralaštvu nakon punih 20 godina odsustva. U filmu se pojavljuju mnogi ugledni glumci u većim ili manjim ulogama, poput Adriena Brodyja, Georgea Clooneyja, Johna Cusacka, Woodyja Harrelsona, Jareda Leta, Johna C. Reillyja i Johna Travolte. Do trenutka kada je završena posljednja inačica filma, uloge Billa Pullmana, Lukasa Haasa i Mickeyja Rourkea su bile u potpunosti uklonjene iz filma (iako se jedna Rourkeova scena nalazi u "izbačenim prizorima" kao poseban dodatak na Blu-ray i DVD izdanjima). Glazbu za film skladali su Hans Zimmer, John Powell i Klaus Badelt, a glavni je fotograf bio John Toll. Film je snimljen u Queenslandu, u Australiji i na Solomonskim Otocima.
Na svjetskim kino blagajnama film Tanka crvena linija utržio je sveukupno 98 milijuna dolara uz budžet od 52 milijuna dolara. Kritike za film bile su uglavnom više nego pozitivne, a nominiran je u sedam kategorija za prestižnu filmsku nagradu Oscar: najbolji film, režiju, adaptirani scenarij, fotografiju, montažu, originalnu glazbu i zvuk. Film je 1999. osvojio nagradu Zlatni medvjed na filmskom festivalu u Berlinu. U emisiji At the Movies redatelj Martin Scorsese postavio je Tanku crvenu liniju na drugo mjesto svojih najdražih filmova iz 1990-ih. Kritičar Gene Siskel proglasio ga je "najboljim filmom o modernom ratu koji je ikada gledao". 

## Radnja
Vojnik Witt napušta svoju satniju bez odobrenja i živi među lokalnim stanovništvom Melanezije u južnom Pacifiku. Uskoro ga pronalazi i zatvara prvi narednik Welsh iz njegove satnije. Wittu nije dopušteno vratiti se svojoj satniji i za kaznu mu je dodijeljena dužnost nositelja ležaja za nadolazeću kampanju. Vojnici iz satnije C, 1. bojne, 27. pješačke pukovnije, 25. pješačke divizije dovedeni su kao pojačanje u pokušaju da oduzmu otok Japancima. Zapovjednik satnije C je kapetan James Staros. Dok čekaju na brodovima svoje mornarice, razmišljaju o svojim životima i nadolazećoj invaziji. 
Satnija C se iskrca na Guadalcanal bez otpora, krene prema unutrašnjosti otoka i putem sretnu domorodce i znakove japanske prisutnosti. Satnija uskoro pronađe svoj cilj: brdo 210, ključno uporište Japanaca.
Sljedećeg dana napad započne u zoru. Satnija C pokuša izvesti napad penjući se uz brdo, ali ih dočeka snažna vatra iz strojnica. Tijekom bitke, desetina predvođena narednikom Keckom sakrije se od neprijateljske vatre iza brdašca te odluči pričekati pojačanje. Keck posegne za granatom na svojem remenu, ali slučajno izvuče iglu, baci se na granatu kako bi zaštitio druge od eksplozije od koje umre. Pukovnik poručnik Tall naredi Starosu da zauzme bunker frontalnim napadom pod svaku cijenu. Staros odbije izvršiti njegovu naredbu za nešto što vidi kao samoubilačku misiju. Nakon što se njih dvojica ne uspiju dogovoriti oko napada, Tall s izvršnim časnikom bojne kapetanom Johnom Gaffom odluči doći do pozicije satnije C na prvoj crti bojišnice kako bi iz prve ruke razgledao situaciju. Kad stignu, vide da je japanski otpor oslabio, a Tall zaključi svoje mišljenje o Starosu.
Nakon što vojnik Bell izvidi japansku poziciju, Tall predloži da mali odred pomoću flankiranja pokuša zauzeti bunker. Među volonterima za misiju su vojnici Witt, Doll i Bell. Kapetanu Gaffu je dano zapovjedništvo za odred te oni krenu prema bunkeru uzbrdo. Žestoka bitka nastane, ali u konačnici američke snage zauzmu brdo.
Za svoj uspjeh vojnici dobivaju tjedan dana odmora, premda neki od njih u njemu ne uspiju uživati. Tall razriješi Starosa zapovjedništva jer ga smatra premekanim za borbu i predloži mu da se prijavi za premještaj u Korpus generala sudskih advokata da postane odvjetnik u Washingtonu, D.C. Bell primi pismo od svoje supruge koja ga obavijesti da se zaljubila u drugoga i da hoće razvod. U međuvremenu, Witt naiđe na neke domorodce, primijeti da su izgubili povjerenje prema njemu i da se često međusobno sukobljavaju.
Satnija je poslana na patrolu na rijeci s poručnikom Bandom kao zapovjednikom. Witt, zajedno s kaplarom Fifeom i vojnikom Coombsom, izvidi položaj Japanaca. U pokušaju povlačenja, Coombs je ranjen. Witt privuče pozornost Japanaca da osigura dovoljno vremena Fifeu. Witta okruži jedna od japanskih desetina. Japanci zahtijevaju Witta da se preda, ali nakon što on podigne svoju pušku je ubijen. Narednik Welsh i suborci pokopaju Witta. U posljednjoj sceni, satnija C dobije novog zapovjednika, kapetana Boschea, ukrca se na brod i ode s otoka.

## Glumačka postava
- Nick Nolte kao pukovnik poručnik Gordon Tall
- Jim Caviezel kao vojnik Robert Witt
- Sean Penn kao prvi narednik Edward Welsh
- Elias Koteas kao kapetan James Staros
- Ben Chaplin kao vojnik Jack Bell
- Dash Mihok kao Don Doll
- John Cusack kao kapetan John Gaff
- Adrien Brody kao kaplar Geoffrey Fife
- John C. Reilly kao narednik Maynard Storm
- Woody Harrelson kao narednik William Keck
- Miranda Otto kao Marty Bell
- Jared Leto kao drugi poručnik William Whyte
- John Travolta kao general brigadir David Quintard
- George Clooney kao kapetan Charles Bosche
- Nick Stahl kao Edward Bead
- Thomas Jane kao vojnik Jason Ash
- John Savage kao narednik Jack McCron
- John Dee Smith kao vojnik Edward P. Train
- Kirk Acevedo kao vojnik Alfredo Tella
- Penny Allen kao Wittova majka
- Mark Boone Junior kao vojnik Christopher Peale
- Arie Verveen kao Charlie Dale
- Matt Doran kao vojnik Howard Coombs
- Paul Gleeson kao prvi poručnik George Band
- Don Harvey kao narednik Paul Becker
- Danny Hoch kao vojnik Leonardo Carni
- Tim Blake Nelson kao vojnik Brian Tills
- Larry Romano kao vojnik Frank Mazzi

## Produkcija

### Scenarij
Producent iz New Yorka Bobby Geisler prvi je pristupio redatelju Terrenceu Malicku 1978. i upitao ga da režira filmsku adaptaciju djela Davida Rabea Boom Boom Room. Malick je ponudu odbio i umjesto toga predložio ideju za film o životu Josepha Merricka. Međutim, nakon što se pročulo da David Lynch snima film Čovjek-slon, Malick je odustao od ideje. 1988. Geisler i John Roberdeau sreli su Malicka u Parizu te razgovarali o adaptaciji i režiji filma temeljenog na romanu The White Hotel D. M. Thomasa iz 1981. Malick je i taj prijedlog odbio, ali je napomenuo da bi bio zainteresiran raditi adaptaciju Molierovog Tartuffea ili Jonesove knjige Tanka crvena linija. Producenti su odabrali ovo potonje i platili Malicku 250 tisuća dolara da napiše scenarij.
Malick je započeo adaptaciju Tanke crvene linije 1. siječnja 1989. Pet mjeseci poslije producenti su dobili prvu verziju scenarija na gotovo 300 stranica. Prema članku objavljenom u magazinu Entertainment Weekly producenti su zadobili redateljevo povjerenje i "udovoljavali svim njegovim hirovima" uključujući i opskrbljivanje vrlo opskurnim istraživačkim materijalima poput knjige naziva Reptiles and Amphibians of Australia, tonske vrpce Kodo: Heartbeat Drummers of Japan, informacija o razbijačima kodova Navajo koje su regrutirali Američki marinci, a koji su se koristili svojim jezikom kako njihove poruke ne bi presrele i protumačile japanske postrojbe tijekom radio-komunikacije; producenti su također sami organizirali Malickova putovanja te pomogli njemu i njegovoj supruzi Michele dobiti hipoteku na njihov stan u Parizu.
Producenti su proveli dosta vremena razgovarajući s Malickom o njegovoj viziji filma. Geisler je izjavio:
Malickov Guadalcanal bit će "izgubljeni raj" silovan zelenim otrovom rata, kao što Terry zna reći. Mnogo nasilja bit će prikazano indirektno. Kada vojnik bude pogođen, umjesto da prikažemo njegovo lice na "spielbergovski" način, vidjet ćemo kako eksplodira stablo, uništenu vegetaciju i prekrasnu malu ptičicu slomljenih krila koja pokušava odletjeti sa svog stabla.
U međuvremenu je Malick proveo nekoliko godina radeći na drugim projektima, uključujući i kazališnu produkciju Sansho the Bailiff te na scenariju poznatom pod nazivom The English-Speaker trošeći dva milijuna dolara koja su pripadala producentima od kojih je polovicu potrošio na pisanje. 1990. upoznao je Gloriju, udovicu Jamesa Jonesa, i njegovu kćerku Kaylie te razgovarao s njima o filmskoj adaptaciji Tanke crvene linije. Do siječnja 1995. Geisler i Roberdeau su ostali bez novaca i počeli prisiljavati Malicka da odluči hoće li snimiti film ili neće. Razgovarali su s njegovim bivšim agentom Mikeom Medavoyem koji je baš u to vrijeme kretao sa svojom vlastitom produkcijskom kompanijom Phoenix Pictures pa je on pristao dati im 100 tisuća dolara za početak rada na Tankoj crvenoj liniji. Medavoy je imao ugovor s kompanijom Sony Pictures, a Malick je započeo gledati lokacije za snimanje u Panami i Kostariki prije nego što se odlučio za kišne šume sjeverne Australije. U travnju 1997., tri mjeseca prije početka snimanja, kompanija Sony povukla se iz projekta dok je filmska ekipa već postavljala studio u Queenslandu zbog toga što John Calley, tadašnji novi voditelj studija Sony, nije vjerovao da će Malick snimiti film unutar odobrenog budžeta od 52 milijuna dolara. Malick je nakon toga s Medavoyem otputovao u Los Angeles kako bi predložio projekt raznim holivudskim kompanijama. 20th Century Fox odlučio je uložiti dodatnih 39 milijuna dolara budžeta uz uvjet da Malick u film dovede pet glumaca s liste njih desetorice koji su u to vrijeme bili zainteresirani nastupiti u projektu. Japanska kompanija Pioneer Films donirala je dodatnih 8 milijuna dolara u budžet, a kompanija Phoenix još tri milijuna.

### Dodjela uloga
Dodjeljivanje uloga za film postala je vruća tema u Hollywoodu. Kada se Sean Penn susreo s Malickom rekao mu je: "Daj mi dolar i reci mi gdje da se pojavim." Scenarij za film također je poslan Robertu De Niru, Robertu Duvallu i Tomu Cruiseu. Kada se 1995. konačno pročulo da Malick namjerava snimiti svoj prvi film nakon dugogodišnje stanke, mnogi glumci su mu se samostalno počeli javljati. Malick je u Medavoyevom domu te iste godine organizirao čitanje teksta s Martinom Sheenom, Kevinom Costnerom, Willom Pattonom, Peterom Bergom, Lukasom Haasom i Dermotom Mulroneyem. U lipnju te godine organizirana je petodnevna radionica koju je, između ostalih, posjetio Brad Pitt, a koja je kulminirala Malickovim puštanjem soundtracka filma Where Eagles Dare i sviranjem japanskih bubnjeva. Malick se također susreo i sa zainteresiranim Johnnyjem Deppom u bistrou Book Soup na Sunset Stripu.
Glumac Edward Norton doletio je u Austin i susreo se s Malickom koji je bio impresioniran glumčevim nastupom u filmu Iskonski strah. Matthew McConaughey je navodno uzeo dan odmora tijekom snimanja filma Vrijeme ubijanja kako bi se našao s Malickom. I drugi glumci, uključujući Williama Baldwina, Edwarda Burnsa, Josha Hartnetta, Philipa Seymoura Hoffmana, Stephena Dorffa i Leonadra DiCaprija bili su zainteresirani za nastup u filmu; potonji glumac je doletio iz Meksika sa seta filma Romeo + Julia kako bi se našao s Malickom na aerodromu u Austinu. Prije nego što je dodjela uloga konačno bila gotova, Nicolas Cage je ručao s Malickom u Hollywoodu u veljači 1996. Malick je nakon toga otišao provjeriti lokacije snimanja i pokušao zvati Cagea nekoliko puta tog ljeta, ali u međuvremenu Cageov telefon više nije bio u funkciji. Malick se osjetio uvrijeđenim i odbio daljnje razmišljanje o tome da Cageu da bilo kakvu ulogu u filmu. Malick je rekao glumcu Tomu Sizemoreu da ga želi u svom filmu i glumac je pristao. Međutim, Sizemore je dobio mnogo važniju ulogu u filmu Spašavanje vojnika Ryana i nakon što nekoliko dana nije mogao stupiti u kontakt s Malickom, odlučio je radije glumiti u Spielbergovom filmu. Glumci Bill Pullman, Gary Oldman, Mickey Rourke, Lukas Haas i Viggo Mortensen su snimili scene koje su kasnije izbačene iz finalne inačice filma.
Da bi zadovoljio studio, Malick je u filmu angažirao Georgea Clooneyja i dao mu malu ulogu. Producent Geisler se prisjeća: "Terry se bojao da će velika zvijezda poput Clooneya koji glumi lik koji se pojavljuje pred kraj filma odvratiti pozornost gledatelja". Jim Caviezel koji je dobio ulogu vojnika Witta učestalo je nakon filma u intervjuima izjavljivao da ima zahvaliti Malicku što mu je "pogurao" karijeru. Fotograf John Toll nekoliko je puta telefonom razgovarao s Malickom u kolovozu 1996. u vezi filma. Toll je upoznao Malicka u rujnu iste godine, a ovaj ga je pitao da započnu snimati film početkom 1997. U veljači te godine Malick i Toll započeli su s traženjem lokacija za snimanje, a u lipnju napokon započeli i sa snimanjima.

### Snimanje filma
Pretprodukcija je išla sporo. Nekoliko tjedana prije početka snimanja, Malick je rekao Geisleru i Roberdeauu da ne dolaze u Australiju (gdje se snimao film) budući će George Stevens Jr. biti producent na lokaciji uz Granta Hilla. Malick im je rekao da su naljutili studio zbog toga što su odbili staviti Stevensovo ime kao jednog od producenata filma. Međutim, nije im rekao da je 1996. u ugovor stavio klauzulu kojom se producentima zabranjuje dolazak na set. Geisler i Roberdeau bili su zbunjeni ovakvim ponašanjem; Geisler je izjavio za Entertainment Weekly: "Nisam znao da je Malick sposoban za izdaju ovakve kategorije."
Malick i Toll razgledavali su povijesna bojišta na Guadalcanalu, ali na tim lokacijama bilo je izrazito teško snimati cijeli film. Većina filma Tanka crvena linija snimljena je na lokacijama Daintree Rainforest i na obali Bramston koje se obje nalaze u sjevernom dijelu države Queensland u Australiji. Također se snimalo i na planini Dancer čiji je teren bio toliko težak da se prikolice i produkcijski kamioni nisu mogli uspeti uz brdo. Umjesto toga napravljen je kamp u podnožju brda, a 250 glumaca i 200 članova filmske ekipe prevoženi su i po dva sata do mjesta snimanja. Film se također snimao i na Pacifičkom oceanu, na obali južne Kalifornije u blizini otoka Santa Catalina. Malickove nekonvencionalne tehnike uključivale su snimanje dijela scene tijekom ranog, sunčanog jutra koju bi onda završio snimati nekoliko tjedana poslije, tijekom zalaska sunca. Učestalo je usmjeravao kameru u suprotnu stranu od akcije te fokusirao kadrove na papige, grane stabala i ostalu faunu. Zbog svoje reputacije i radnih metoda Malick je uživao poštovanje glumaca, a Woody Harrelson i John Savage ostali su na setu čak i nekoliko mjeseci nakon što su završili sa snimanjem svojih scena kako bi gledali redatelja na djelu.
Film Tanka crvena linija snimao se stotinu dana u Australiji, a Malick je koristio kamere i leće Panavision; 24 dana na Solomonskim otocima i tri dana u SAD-u. Odluka da se neće snimati na pravom otoku Guadalcanal donesena je iz sasvim praktičnih razloga: postojala je 50%-tna šansa oboljenja od malarije, a također je nedostajalo i logističke izvodljivosti. Prema riječima fotografa Johna Tolla: "Još uvijek je pomalo teško doći i otići s otoka, a imali smo scene koje su uključivale i po 200 do 300 glumaca i statista. Morali bi ih sve dovesti na Guadalcanal, a financijski gledano to nije imalo nikakvoga smisla."

### Postprodukcija
Uz glumačku postavu koja se nalazi u finalnoj inačici filma, glumci Billy Bob Thornton, Martin Sheen, Gary Oldman, Bill Pullman, Lukas Haas, Viggo Mortensen i Mickey Rourke također su nastupili u filmu, ali su njihove scene na kraju izbačene. Montažerka Leslie Jones je na lokaciji provela pet mjeseci i rijetko viđala Malicka koji ju je pustio da u miru odradi svoj dio posla. Nakon što je snimanje filma završeno, vratila se s prvom inačicom filma koja je trajala pet sati te provela sedam mjeseci u montaži; ta je prva inačica filma sadržavala tri sata Thorntonove naracije. U tom dijelu posla na scenu je stupio montažer Billy Weber pa su njih dvoje zajedno proveli dodatnih 13 mjeseci rada u postprodukciji od kojih su posljednja četiri mjeseca proveli miksajući film. Internih projekcija nije bilo, već samo nekoliko koje su održane u privatnim kućama od kojih je na jednoj maksimalno bilo prisutno 15 ljudi (uglavnom marketinških stručnjaka). Montažerima je bio problem ukomponirati snimke veteranskih glumaca s onima manje iskusnima, te s integracijom mnogih cameo glumaca i naracije. Jones je izjavila: "Malick je maknuo scene s dijalozima gdje god je to mogao pa se finalna inačica filma uvelike razlikovala od originalnoga koncepta". Četiri mjeseca nakon završetka snimanja, Malick je pozvao Tolla na privatnu projekciju prve grube inačice filma. U prosincu 1998. Toll je u laboratoriju odradio prvu korekciju boja prije nego što je film pušten u distribuciju u Sjevernoj Americi.
Proces montaže također je rezultirao time da je vrijeme mnogih glumačkih zvijezda u filmu svedeno na vrlo kratko pojavljivanje: na primjer, likovi koje glume John Travolta i George Clooney pojavljuju su samo nešto duže od uobičajenih cameo uloga, iako je Clooneyjevo ime istaknuto na službenom plakatu filma zbog marketinških razloga. Nedovršena inačica filma prikazana je novinarima u New Yorku u prosincu 1998., a projekciji je nazočio i Adrien Brody koji je tek u tom trenutku shvatio da je njegova uloga "koja je trebala nositi film" – kako je on do tada izjavljivao – svedena na svega dvije rečenice, uplašene poglede i sveukupno otprilike pet minuta pojavljivanja u filmu. Dana 15. travnja 2001. u jednom je intervjuu Brody otkrio da je još uvijek ljut zbog toga što je njegov doprinos filmu na taj način umanjen. Svoje razmišljanje podijelio je s novinarom iz londonskog The Independenta:
| "Bio sam toliko fokusiran i profesionalan, dao sam sve od sebe, a ništa nisam dobio natrag... kada govorimo o mom radu na tom filmu. Cijelo iskustvo bilo je poprilično neugodno, prvenstveno zbog toga što sam u to vrijeme već davao intervjue u vezi filma u kojemu praktički nisam nastupio. Terry je očigledno promijenio cijeli koncept filma. Nikada ranije nisam iskusio takvo nešto... Znate onaj izraz 'ne vjerujte medijskim kampanjama'? Pa u ovom slučaju ne bi trebali vjerovati." |

Malick se razljutio što je studio odlučio prikazati nedovršenu inačicu filma kritičarima, pa mu je Sean Penn pomogao u montaži te su njih dvojica priredili finalnu inačicu. Malick je u montaži proveo dodatna tri mjeseca i izbacio još 45 minuta filma. Redatelj je odbio prikazati svoj film na testnim projekcijama prije nego završi s finalnom inačicom. Nakon što su producenti Geisler i Roberdeau ispričali svoju priču magazinu Vanity Fair, Medavoyevi odvjetnici optužili su ih za kršenje ugovora i zaprijetili uklanjanjem njihovih imena iz filma pod uvjetom da mogu davati intervjue tek nakon dodjele nagrade Oscar.

## Glazba iz filma
Glazbu za film skladao je Hans Zimmer, a dodatnu glazbu skladao je John Powell. Glazba je bila nominirana za najbolju originalnu glazbu na 71. dodjeli prestižne filmske nagrade Oscar. To je bila sveukupno peta i treća za redom nominacija za Zimmera kao skladatelja, ali je nagradu izgubio od Nicole Piovanija koji je Oscara dobio za glazbu iz filma Život je lijep redatelja Roberta Benignija. Kompanija RCA Victor objavila je službeni soundtrack filma, a orkestrom je dirigirao Gavin Greenaway. Od glazbe koja se rabi u filmu, a koju nije skladao Zimmer, treba izdvojiti In Paradisum iz Requiema Gabriela Faurea te uvodne minute skladbe The Unanswered Question Charlesa Ivesa.
Zimmer je napisao nekoliko sati glazbe te obilje različitih glazbenih tema prije nego što je Malick uopće započeo snimanje filma. Redatelj je puštao glazbu na setu tijekom snimanja kako bi sebi i ostatku glumačke i filmske postave dao dodatnu motivaciju i stavio ih sve zajedno u pravo stanje uma. Na službenom soundtracku nalazi se nekoliko skladbi koje nisu korištene za film, a nekoliko skladbi koje se mogu čuti u filmu nema na CD-u. U filmu se također pojavljuje i nekoliko Melanezijskih zborskih skladbi koje pjeva zbor All Saints iz Honiare, ali od kojih se samo jedna nalazi na službenom soundtracku. Kasnije je objavljen drugi soundtrack koji je sadržavao još nekoliko zborskih skladbi, no taj je u međuvremenu povučen iz prodaje.

## Distribucija i priznanja

### Zarada
Dana 25. prosinca 1998. film Tanka crvena linija pušten je u ograničenu distribuciju u samo pet kina u kojima je u prvom vikendu prikazivanja utržio 282 534 dolara. Dana 15. siječnja 1999. film je krenuo u službenu distribuciju u 1528 kino-dvorana u kojima je u prvom vikendu prikazivanja utržio 9,7 milijuna dolara u SAD-u. U konačnici je film na svjetskim kino blagajnama zaradio 98 126 565 dolara.

### Kritike
Na popularnoj internetskoj stranici Rotten Tomatoes koja se bavi prikupljanjem filmskih kritika film ima 79% pozitivnih ocjena, a na drugoj sličnoj stranici Metacritic film ima 78% pozitivnih ocjena. Kada bi se uzelo u obzir mišljenja samo vodećih kritičara na stranici Rotten Tomatoes, film bi imao 92% pozitivnih ocjena.
Gene Siskel opisao je film kao "najbolji moderni ratni film koji sam gledao, superiorniji Spielbergovom Spašavanju vojnika Ryana koji je krenuo u distribuciju ranije ove godine, pa čak superiorniji i Stoneovom Vodu smrti iz 1986.". Roger Ebert je bio više rezerviran u svojoj kritici, davši filmu tri od četiri zvjezdice uz opasku da mu se film čini konfuznim i nedorečenim. Napisao je: "Shizofrenija prisutna u filmu ne dopušta mu da dosegne status remek-djela (ovaj film nema jasnu ideju što zapravo želi reći), ali to svejedno nikako nije loš film. Zapravo je, na neki način, fascinantan... Scene bitaka su same po sebi maestralne, a maestralan je i način kako je prikazana geografija određenoga brda, način kako to brdo brane japanske postrojbe, načini kako američki vojnici pokušavaju zauzeti to brdo... Glumci kao što su Sean Penn, John Cusack, Jim Caviezel i Ben Chaplin pronalaze savršen tonus u scenama koje traju od nekoliko seknudi do pune minute, ali onda naglo popuste prije nego što se uspostavi kakav ritam."
U svojoj kritici za magazin Time Richard Corliss je napisao: "Neki filmovi pričaju istinu kroz svoju radnju; ovaj priča istinu kroz emocije, kroz potragu za očuvanjem samoga sebe istovremeno prikazujući najsočnije filmske kadrove još od Malickovog posljednjeg filma Božanstveni dani iz 1978.". Mike Clark iz USA Today dao je filmu četiri od četiri zvjezdice. Pišući za Washington Post Michael O'Sullivan je napisao: "Tanka crvena linija je film o kreaciji koja izrasta iz uništenja, o ljubavi koja se pojavljuje na mjestu na kojem bi to najmanje očekivali i o anđelima – pogotovo onim palim – koji su sasvim slučajno zapravo ljudi."
Andrew Johnston iz časopisa Time Out New York napisao je: "Poput Malickovih ranijih filmova – Pustara (1973.) i Božanstveni dani (1978.) – Tanka crvena linija također je film nevjerojatne ljepote. Međutim, atmosfera koju stvaraju Tollova fascinantna fotografija i snažna glazba Hansa Zimmera povremeno su kompromitirane. Parada cameo uloga (John Travolta, George Clooney, Woody Harrelson i John Cusack nakratko se pojavljuju) pomalo odvraća pozornost, a zbog činjenice da Bell i Witt imaju slične naglaske može doći do miješanja ta dva lika. Unatoč tome, premda je na trenutke jako konfuzan (i možda mrvicu predugačak), film Tanka crvena linija svejedno je film rijetke čvrstine i snage."
Owen Gleiberman dao je filmu ocjenu "-2" u svojoj kritici za Entertainment Weekly uz opasku: "Tanka crvena linija bi se, po mom mišljenju, mogla pretvoriti u ovosezonski Beloved – film odveć paralizirajuće bahat za prosječnu publiku." U svojoj kritici za New York Times, Janet Maslin je napisala: "Odlični momenti koji punktiraju ovaj preopširan film ipak su tek povremeni odbljesci koji upućuju na to koliko je sažetiji film mogao biti."

### Nagrade
Film Tanka crvena linija nominiran je u sedam kategorija za prestižnu nagradu Oscar: za najbolji film, najboljeg redatelja, fotografiju, montažu, originalnu glazbu, zvuk i adaptirani scenarij. Međutim, u konačnici nije osvojio niti jednu nagradu. No film je ipak 1999. na 49. filmskom festivalu u Berlinu osvojio glavnu nagradu: Zlatnoga medvjeda za najbolji film. Nacionalno udruženje filmskih kritičara proglasilo je Johna Tolla najboljim fotografom 1998. Magazin Time Malickov film je postavio na šesto mjesto najboljih filmova te godine. Filmski kritičar iz Chicago Readera Jonathan Rosenbaum postavio je Malickov film na drugo mjesto svojih najdražih filmova 1999. Ugledni redatelj Martin Scorsese je u televizijskoj emisiji Rogera Eberta stavio Tanku crvenu liniju na drugo mjesto svojih najdražih filmova iz 1990-ih.

### Izdanja filma za kućno kino
Dana 28. rujna 2010. The Criterion Collection je objavio posebno izdanje filma Tanka crvena linija na DVD-u i Blu-rayu s novim, obnovljenim 4K digitalnim transferom koji su nadgledali i odobrili redatelj Terrence Malick i fotograf John Toll. To je izdanje dobilo uglavnom pozitivne kritike. Film je u Hrvatskoj 2007. objavljen na DVD-u, a 2011. na Blu-rayu. Osim samoga filma, izdanja sadrže i dva posebna dodatka: kino-najavu i Melanezijske pjesme od kojih se neke pojavljuju i u samome filmu. Na internetu je pokrenuta peticija među obožavateljima filma koji zahtijevaju da studio objavi i posebnu, redateljevu inačicu filma (onu prvotnu od pet sati). Slična peticija postoji i na popularnoj Facebook stranici.

## Vanjske poveznice
- Tanka crvena linija u internetskoj bazi filmova IMDb-a
- Tanka crvena linija na Rotten Tomatoes
- Tanka crvena linija na Box Office Mojo